# Bendorf (Holstein)
Bendorf es un municipio de la Alemania, localizado en el distrito de Rendsburg-Eckernförde, estado de Schleswig-Holstein.

## Estructura de la comunidad
La comunidad es constituida por dos aldeas: Bendorf Bendorf y Oersdorf y aldeas menores como Keller, Lohmühle, Hohenhorn, Wassermühle, Oersdorfer Viert, Scharfstein y campo Bendorfer Feld. En su forma actual, la ciudad ya existía desde 1938, cuando Bendorf y Oersdorf fueron fundidas.
- Wikimedia Commons alberga una categoría multimedia sobre Bendorf.

- Datos: Q641670
- Multimedia: Bendorf (Holstein) / Q641670

1. ↑  Worldpostalcodes.org, código postal n.º 25557.